# Déficit public de la France
Ne doit pas être confondu avec Solde budgétaire de l'État en France.
Pour la dette publique, voir Dette publique de la France.

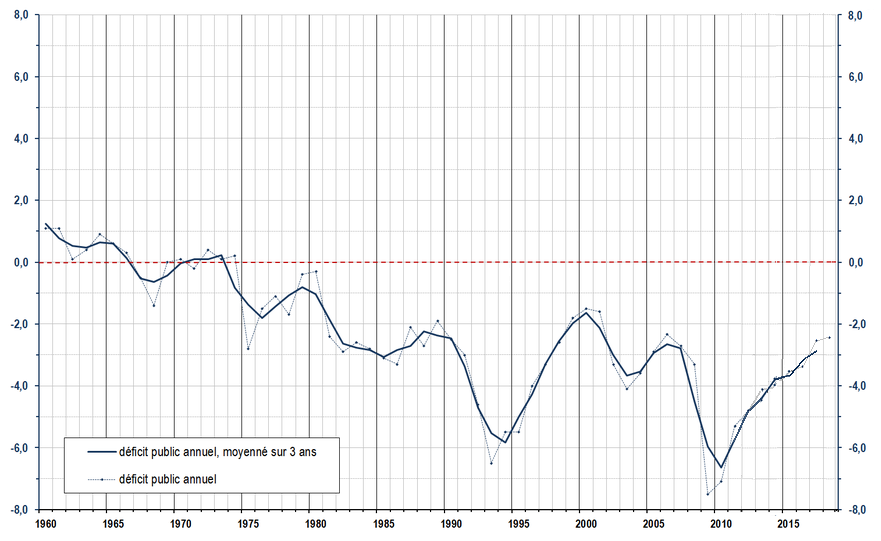
Déficit public français 1960-2017, en dégradation tendancielle.

Le déficit public de la France est la différence, négative sans interruption depuis 1975, entre les recettes publiques et les dépenses publiques (dont le paiement des intérêts sur la dette) ; la situation inverse serait un excédent. Le déficit ne concerne pas seulement le solde budgétaire de l'État dans le cadre de son budget, mais les finances de l'ensemble des administrations publiques françaises : État y compris les organismes divers d'administration centrale, Sécurité sociale, collectivités territoriales, et leurs établissements publics. Les entreprises, même détenues à 100 % par l'État ou des collectivités, ne sont pas incluses dans le périmètre.
Chaque année de déficit public contribue au besoin de financement et il faut trouver des ressources, en vendant une partie du patrimoine des administrations publiques françaises ou en recourant à des emprunts supplémentaires qui augmentent la dette publique de la France déjà conséquente et contribuent donc à l'augmentation des intérêts de la dette.

## Définition et évolution
En comptabilité nationale, le déficit public, publié par l’Institut national de la statistique et des études économiques, est calculé pour chacun des sous-secteurs suivants :
- administration publique centrale :
  - l’État (155,7 milliards d’euros en 2023),
  - les organismes divers d'administration centrale (1,5 milliard d’euros en 2023) ;
- administrations de sécurité sociale (excédent de 13,2 milliards d’euros en 2023) ;
- administrations publiques locales (9,9 milliards d’euros en 2023).

Ainsi, pour l’ensemble des administrations publiques, le déficit est de 153,9 milliards d’euros en 2023.
Le graphique ci-dessous dresse le solde des administrations publiques en pourcentage du produit intérieur brut au sens de Maastricht entre 1949 et 2023,.
Le graphique qui aurait dû être présenté ici ne peut pas être affiché car il utilise l'ancienne extension Graph, désactivée pour des questions de sécurité. Des indications pour créer un nouveau graphique avec la nouvelle extension Chart sont disponibles ici.

Le solde peut aussi être exprimé en comptabilité budgétaire ou en comptabilité générale, ce qui peut donner des chiffres légèrement différents.
| 1974        | Le budget des administrations publiques est pour la dernière fois en léger excédent. Il se situe à environ 0,2% du PIB. |
| 1980        | Le déficit public est ramené à -0,1 % du PIB par une politique d'augmentation des prélèvements, passant de 33 % à 40 % sous le septennat de Valéry Giscard d'Estaing, malgré une dette de 30 milliards de francs de l'Etat, qui est compensée par un excédent de la Sécurité sociale                                                  |
| 1981        | Le déficit s'accroît brutalement du fait de l'appréciation du dollar d'un tiers, ce qui augmente d'autant la facture pétrolière[source insuffisante]. Le vote d'une augmentation des dépenses publiques de 11 milliards de francs creuse le déficit de 4 milliards. Son objectif est de relancer la consommation et l'investissement. |
| 1982        | La relance publique d'inspiration keynésienne fait augmenter de 27,5 % les dépenses publiques en un an. Le déficit atteint 2,8 % du PIB. |
| 1993        | Les finances publiques se dégradent du fait de la récession[précision nécessaire] ; le déficit atteint un premier record. |
| 1997-2001   | La bonne conjoncture (1999-2001) permet à la dette d'être réduite en moyenne de 0,2 % par an en pourcentage du PIB, la diminution des prélèvements obligatoires ayant pour conséquence de creuser le déficit structurel. |
| 2006        | Le déficit public français est réduit en 2006 pour la troisième année consécutive et redevient, pour la première fois depuis 2001, inférieur à 3 % du PIB, seuil fixé par l'Union européenne selon le traité de Maastricht. À la fin 2006, il est de 2,5 %.                                                                           |
| 2007        | Le déficit public de la France s'élève à 50,3 milliards d'euros en 2007, soit 2,7 % du PIB. |
| 2009 à 2011 | Le déficit public français atteint son plus haut niveau de dégradation depuis 1960, atteignant 7,7 % du PIB en 2010. |
| 2013        | En 2013, le déficit public français atteint 4,3 % du PIB, malgré un ralentissement de la hausse des dépenses (+2 %, soit un point de moins par rapport à 2012),. |
| 2015        | Le déficit public français s’établit à 3,5 % du PIB |
| 2012-2019   | Le déficit se réduit de manière constante durant ces années, revenant de peu sous le seuil de 3 % du PIB en 2018 et 2019, mais sans disparaitre. |
| 2020-2021   | Le déficit explose avec la crise COVID, gérée en mode « quoi qu'il en coût ». Les recettes ne faiblissent pas mais les dépenses augmentent énormément. |
| 2022-2025   | Le déficit est hors de contrôle, les recettes sont surestimées dans le budget et les dépenses non maitrisés. |

La question de la soutenabilité de la dette est posée.
Selon les calculs de l'Institut Montaigne en janvier 2022, pour stabiliser la dette à l'horizon 2027 et faire refluer le déficit public à 3 % du PIB, il faudrait un programme d'économies massif de l'ordre de 70 milliards d'euros, très difficile à mettre en œuvre.

## Solde primaire des finances publiques

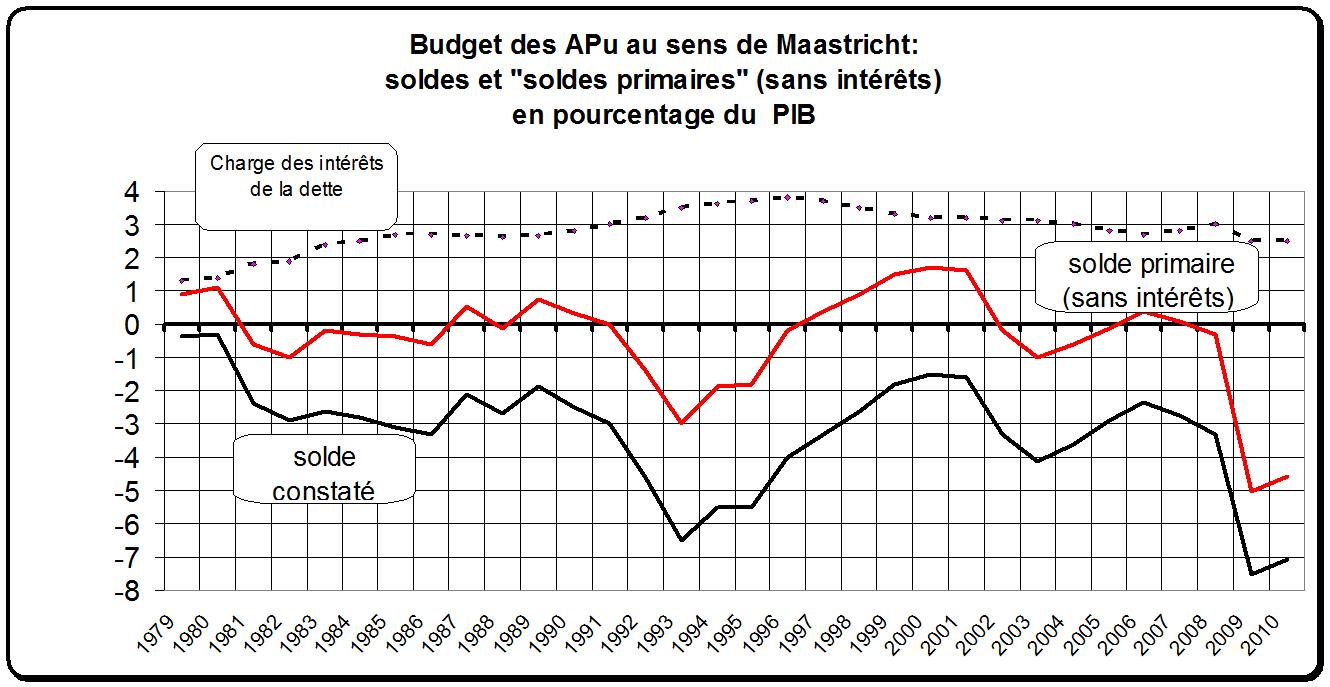
Soldes des budgets des APU en pourcents du PIB

Comme le paiement des intérêts sur la dette déjà existante pèse sur le budget des administrations publiques, on mesure également le « solde primaire des finances publiques », qui est égal au solde budgétaire des finances publiques avant de retrancher la valeur des intérêts (« déficit primaire » lorsque le solde est négatif, « excédent primaire » lorsqu'il est positif).
Le solde primaire se définit comme le déficit public hors intérêts de la dette. Il était négatif en 2023 de 104 milliards d'euros  contre 14,7 milliards d'euros en 2013.

## Historique
La France souffre d'une récurrence du déficit public depuis 1975, et qui dépasse même la limité légale de 3 % du PIB régulièrement depuis 1992 ; depuis 2002 cette limite n'a été respectée qu'en 2006 (-2,7 %), 2018 (-2,3 %) et 2019 (-2,4 %). Le problème des options pour ne serait-ce que respecter la loi reste ardu,.
Le déficit monte à 7,4% en 2009 et à 7,2% en 2010, à la suite de la crise bancaire et financière, qui se transforme en crise des finances publiques pour de nombreuses économies du monde entier. 
La crise économique liée à la pandémie de Covid-19 en 2020 a mis à l'arrêt de nombreux secteurs de l'économie lors des différents confinements, l'État a dû financer de nombreux agents économiques, entreprises et particuliers, par sa politique de « Quoi qu'il en coûte ». Selon Philippe Dessertine, « les aides déversées sans discernement pendant le confinement se sont élevées à 500 milliards €, propulsant le déficit public à 9,2 % [du PIB] en 2020 ».
Le déficit public pour 2023 atteint 154 milliards d'euros, soit 5,5% du produit intérieur brut (PIB) après 4,8% en 2022 et 6,6% en 2021. Il n'y a pas d'orientation à la baisse du déficit. La politique de diminution d'impôts sur les particuliers et les entreprises continuant à peser annuellement par leurs récurrences après leurs mises en œuvre(par exemples, suppression progressive de la cotisation sur la valeur ajoutée des entreprises, de la taxe d'habitation sur les résidences principales pour les particuliers).
Selon une étude de l'OFCE de juillet 2025, le déficit de la France de 5,8 % du PIB en 2024 est le plus fort déficit de la zone euro, bien supérieur à la moyenne de la zone euro : 3,1 % du PIB.
La France poursuit depuis 2017 une politique fiscale de l’offre, stratégie de politique économique déjà engagée à la fin de la présidence précédente, inaugurée de manière symbolique par le remplacement de l’Impôt sur la fortune par Impôt sur la fortune immobilière (baisse de l’impôt sur les sociétés, poursuite des exonérations de cotisations sociales patronales, réductions des impôts sur la production) accompagnée, à partir de la crise des Gilets Jaunes, d’un recentrage des baisses de prélèvements en faveur des ménages (suppression de la première tranche de l’impôt sur le revenu, défiscalisation des heures supplémentaires, suppression progressive de la taxe d’habitation pour les habitations principales, suppression de la redevance pour l'audiovisuelle public, maintien du bouclier tarifaire énergétique jusqu'en 2024). Le creusement du déficit de 2,4 points de PIB s’explique par une baisse du taux de prélèvements obligatoires de 2,5 points de PIB, dont 1,6 point de baisse des prélèvements payés par les ménages et 0,9 point pour les entreprises.
Depuis 2019, la situation budgétaire en France se dégrade de nouveau par rapport au reste de la zone euro, bien que les dispositifs de soutien à l’économie mis en place à la suite de la crise économique liée à la pandémie de Covid-19 de 2020, puis de la crise énergétique mondiale de 2021-2023 (invasion de l’Ukraine par la Russie), soient sur leur fin.
Pour L'OFCE, « la dégradation du solde structurel observée entre 2017 et 2024 s’explique essentiellement par la baisse non financée des prélèvements obligatoires, et non par une dérive des dépenses publiques primaires ».

## Cadre européen
Des règles relatives au déficit des pays européens ont été établies en 1992 dans le traité de Maastricht et dans le Pacte de stabilité et de croissance de 1997. En droit français ce traité s'impose au parlement et au gouvernement, qui n'ont pas le droit de voter des lois ou de les appliquer d'une façon qui s'y opposent.  
L'article 3 du TSCG fixe les principales dispositions ayant trait à la discipline budgétaire, par exemple, il pose le principe de l'équilibre ou de l'excédent des budgets des administrations publiques.
L'article 4 du TSCG reprend, spécialement pour la zone euro, les règles de l'article 2 paragraphe 1 bis du règlement no 1467/97 modifié sur la procédure concernant les déficits excessifs :
- en cas d'excès de dette par rapport à la référence des 60 % du PIB, l'écart doit se réduire au rythme moyen d'un vingtième par an, calculé sur les trois dernières années, ou sur les deux dernières et l'année en cours ;
- pour un État membre soumis à une procédure de déficit excessif au 8 novembre 2011, et pendant trois ans à compter de la correction de ce déficit, cette règle sera considérée comme remplie s'il réalise des « progrès suffisants » en vue de la référence des 60 % du PIB.

L'article 126 du TFUE définit la procédure de « déficit excessif ». La France est considérée en « déficit excessif » par le Conseil de l'Union européenne entre 2003 et 2007, entre 2009 et 2018, et à nouveau à partir de 2024.
L'application du TSCG est  temporairement suspendue entre mars 2020 et la fin 2023.
La chef économiste de la Direction générale du Trésor préconise en 2022 d'adapter ce cadre réglementaire en remplaçant l’objectif de réduction du taux d’endettement par un plafonnement de la croissance des dépenses et une sanctuarisation des investissements pour la transition écologique, par exemple par la création d'un fonds européen d’investissement climatique.